# Touring
Touring es una categoría de automóviles teledirigidos utilizada en competiciones y definidas según sus características físicas. Existen dos subcategorías, Touring eléctrico y Touring gas, según qué tipo de motor tienen.
En el touring gas, las principales características del automóvil son:
- Escala 1:10
- Propulsión mediante un motor "glow" de explosión de un máximo de 0.12 pulgadas cúbicas (2.1 c.c.) de cilindrada.
- Carrocería tipo Touring, 200 mm de ancho
- Tracción a las cuatro ruedas
- Un solo mecanismo de freno en un eje